# Unatractifobia
Unatractifobia é a aversão e medo mórbido a pessoas feias. Os portadores dessa fobia tentam se manter o mais longe possível das pessoas que consideram feias. A palavra também é usada para conotar discriminação estética, baseada na aparência física ou beleza de alguém na tentativa de inferiorização, como tradução equivalente ao uso de lookism, aspectismo e aparentismo.
O problema gera uma aversão e um medo irracional e desproporcional. Essas pessoas apresentam uma repugnância persistente a pessoas feias. Os unatractifóbicos chegam a ter sintomas físicos, como falta de ar, náuseas, palpitação, tontura, mal-estar e suor excessivo, quando encontram alguém que não seja verdadeiramente bonito. Vale lembrar que, por se tratar de uma fobia, o problema não leva em conta a estética ou os padrões de beleza, mas tem origem na mente de maneira irracional. O problema deve ser tratado com a ajuda de um médico.
Outro termo intercalável a unattractifobia é a cacofobia, que descreve medo ou aversão a feiura.